# Szombathelyi járás
A Szombathelyi járás Vas vármegyéhez tartozó járás Magyarországon, amely 2013-ban jött létre. Székhelye Szombathely. Területe 646,36 km², népessége 110 504 fő, népsűrűsége pedig 171 fő/km² volt 2013 elején. 2013. július 15-én két város (Szombathely és Vép) és 38 község tartozott hozzá.
A Szombathelyi járás a járások 1983. évi megszüntetéséig is létezett, és székhelye az állandó járási székhelyek kijelölése (1886) óta mindvégig Szombathely volt.

## Települései
| Település          | Rang (2013. július 15.)         | Közös hivatal | Kistérség (2013. január 1.) | Népesség (2013. január 1.) | Terület (km²) |
| ------------------ | ------------------------------- | ------------- | --------------------------- | -------------------------- | ------------- |
| Szombathely        | megyeszékhely megyei jogú város |               | Szombathelyi                | 77 547                     | 97,5          |
| Vép                | város                           | Vép           | Szombathelyi                | 3 323                      | 32,89         |
| Acsád              | község                          | Nemesbőd      | Szombathelyi                | 585                        | 14,34         |
| Balogunyom         | község                          | Balogunyom    | Szombathelyi                | 1 144                      | 12,12         |
| Bozzai             | község                          | Vép           | Szombathelyi                | 309                        | 4,43          |
| Bucsu              | község                          | Sé            | Szombathelyi                | 543                        | 16,54         |
| Csempeszkopács     | község                          | Vasszécseny   | Szombathelyi                | 285                        | 5,4           |
| Dozmat             | község                          | Torony        | Szombathelyi                | 225                        | 8,54          |
| Felsőcsatár        | község                          | Torony        | Szombathelyi                | 491                        | 17,9          |
| Gencsapáti         | község                          |               | Szombathelyi                | 2 743                      | 22,39         |
| Gyanógeregye       | község                          | Balogunyom    | Szombathelyi                | 151                        | 7,07          |
| Horvátlövő         | község                          | Pornóapáti    | Szombathelyi                | 198                        | 6,16          |
| Ják                | község                          | Ják           | Szombathelyi                | 2 603                      | 44,95         |
| Kisunyom           | község                          | Balogunyom    | Szombathelyi                | 418                        | 10            |
| Meszlen            | község                          | Nemesbőd      | Szombathelyi                | 218                        | 12,02         |
| Nárai              | község                          | Ják           | Szombathelyi                | 1 233                      | 15,99         |
| Narda              | község                          | Sé            | Szombathelyi                | 464                        | 10,35         |
| Nemesbőd           | község                          | Nemesbőd      | Szombathelyi                | 612                        | 9,14          |
| Nemeskolta         | község                          | Balogunyom    | Szombathelyi                | 351                        | 7,34          |
| Perenye            | község                          | Sé            | Szombathelyi                | 646                        | 16,22         |
| Pornóapáti         | község                          | Pornóapáti    | Szombathelyi                | 398                        | 15,14         |
| Rábatöttös         | község                          | Vasszécseny   | Szombathelyi                | 207                        | 6,48          |
| Rum                | község                          | Vasszécseny   | Szombathelyi                | 1 166                      | 16,85         |
| Salköveskút        | község                          | Söpte         | Szombathelyi                | 473                        | 13,2          |
| Sé                 | község                          | Sé            | Szombathelyi                | 1 352                      | 6,03          |
| Sorkifalud         | község                          | Balogunyom    | Szombathelyi                | 652                        | 17,37         |
| Sorkikápolna       | község                          | Balogunyom    | Szombathelyi                | 246                        | 8,86          |
| Sorokpolány        | község                          | Balogunyom    | Szombathelyi                | 836                        | 13,29         |
| Söpte              | község                          | Söpte         | Szombathelyi                | 763                        | 13,98         |
| Szentpéterfa       | község                          | Pornóapáti    | Szombathelyi                | 1 006                      | 31,24         |
| Tanakajd           | község                          | Vasszécseny   | Szombathelyi                | 715                        | 11,82         |
| Táplánszentkereszt | község                          |               | Szombathelyi                | 2 570                      | 20,08         |
| Torony             | község                          | Torony        | Szombathelyi                | 1 942                      | 12,83         |
| Vasasszonyfa       | község                          | Söpte         | Szombathelyi                | 373                        | 10,65         |
| Vaskeresztes       | község                          | Pornóapáti    | Szombathelyi                | 373                        | 9,12          |
| Vassurány          | község                          | Söpte         | Szombathelyi                | 824                        | 10,09         |
| Vasszécseny        | község                          | Vasszécseny   | Szombathelyi                | 1 374                      | 17,95         |
| Vasszilvágy        | község                          | Söpte         | Szombathelyi                | 376                        | 11,8          |
| Vát                | község                          | Nemesbőd      | Szombathelyi                | 671                        | 23,27         |
| Zsennye            | község                          | Vasszécseny   | Szombathelyi                | 98                         | 5,02          |

## Története
A Szombathelyi járást a trianoni békeszerződésig keletről a Sárvári, délről a Vasvári és a Körmendi, nyugatról a Németújvári és a Felsőőri, északról pedig a Kőszegi járás határolta. A trianoni békeszerződés következtében a nyugaton szomszédos járások Ausztriához kerültek. A többi szomszédos járás közül a Kőszegi 1954-ben, a Vasvári pedig 1969-ben megszűnt, így 1983-ban a járást nyugaton Ausztria, északon Győr-Sopron megye Soproni járása, keleten a Sárvári járás, délen Zala megye Zalaegerszegi járása, délnyugaton pedig a Körmendi járás határolta.
A Szombathelyi járástól a trianoni békeszerződés következtében Ausztriához került Abdalóc, Alsóbeled, Csejke, Csém, Felsőbeled, Kólom, Monyorókerék, Németlövő, Pinkatótfalu, Pokolfalu és Pósaszentkatalin.
A két világháború között egy ideig ide tartozott a Kőszegi járás Magyarországon maradt területe, de később újraalakult Írottkői járás néven.
Az 1950-es megyerendezés során idecsatolták Sopron vármegye Csepregi járásának néhány községét. 1954-ben végleg megszűnt a Kőszegi járás és ismét valamennyi községe ide került, 1969-ben pedig a megszűnt Vasvári járás nagy része olvadt be a Szombathelyibe.
Szombathely az 1870-es évektől nem tartozott a járáshoz, majd az 1970-es évektől a vele közvetlenül szomszédos községek egy része a városkörnyékéhez lett átcsatolva a járástól.

## Külső hivatkozások
- Dél-Burgenland portál
- Térkép Bezirk Güssing
- Térkép Bezirk Oberwart
- Vasi digitális könyvtár